# Рашка (област)
Рашка (лат. Rascia), односно Рашка област или Стара Рашка је историјска и географска област, која обухвата југозападни део данашње Србије, северни део данашње Црне Горе и крајњи источни део данашње Босне и Херцеговине. Обласни назив (хороним) Рашка изведен је из имена старог рада Раса, који је у периоду од 9. до 13. века био један од најзначајнијих утврђених градова у средњовековним српским земљама. Током касније историје, просторни опсег Рашке се постепено мењао, тако да свака појединачна употреба тог појма у савременој стручној литератури и публицистици зависи од конкретног историјског и геополитичког контекста.
Иако је првобитно био везан за стару Рашку жупу, која је обухватала слив реке Рашке, појам Рашка се након стварања древне Рашке епископије знатно проширио, пошто је почео да означава и целокупно подручје под надлежношћу рашких епископа. Стварању шире области под рашким именом је у међувремену допинела и Рашка катепаникија, која је успостављена током кратког раздобља непосредне византијске власти над источним српским областима, у периоду од око 971. до око 976. године.
Након настанка Великожупанске Србије крајем 11. века, стари град Рас је постао престоница српских великих жупана, али њихова држава је тек накнадно почела да се означава уз употребу рашких одредница. Таква употреба посведочена је тек на измаку 12. века и то у изворима на латинском језику, у којима је појам Рашка (лат. Rassia) по први пут употребљен као назив за државу српских великих жупана (1189). Од тог времена, назив Рашка (лат. Rascia) је у изворима страног порекла почео да се употребљава и као синоним за српску државу у целини, што се пренело и на означавање краљевине, царевине и деспотовине. Насупрот томе, извори домаћег порекла сведоче да је просторни опсег Рашке, односно рашких земаља и даље био везиван првенствено за традиционалну поделу унутрашњих (загорских) српских области на источне и западне, у односу на ток реке Дрине, тако да су западне области рачунате у Босну, а источне у Рашку. У том смислу, Рашка је обухватала источну половину српских земаља у унутрашњости.

## Назив
У етимолошком смислу, хороним (обласни назив) Рашка је изведен из астионима (назив града) Рас, који је настао преобликовањем имена позноантичког, односно рановизантијског утврђења, које се под именом Арса (грч. Αρσα) помиње у 6. веку, код византијског историчара Прокопија. Као хороним, појам Рашка је првобитно употребљаван као назив за стару Рашку жупу, а потом је пренет и на знатно ширу историјску област.
Почевши од краја 12. века, назив Рашка се у изворима на латинском и италијанском језику јавља у разноврсним облицима (Rascia, Rassia, Rasia, Raxia), који су употребљавани у разним контекстима. У неким изворима, тим називом је означавана  српска држава у целини, од позног периода Великожупанске Србије, преко краљевине и царевине, до деспотовине. У другим изворима, исти појам је употребљаван у контексту традиционалне поделе унутрашњих (загорских) српских области на источне (Рашка) и западне (Босна).
Назив Рашка је временом добио још неке, сасвим нове функције. Након великих сеоба српског народа према северу и западу, које су покренуте већ у време турског освајања српских земаља током 15. века, назив Рашка се пренео и на поједине области у којима су се Срби (Rasciani: Рашани) настанили у знатном броју, те су тако настале: Мала Рашка у Банату и Мала Рашка у Славонији.

## Историја
Прошлост Рашке, као историјске области, дели се на неколико сукцесивних и специфичних периода:
- Рашка као историографски назив за источне области раносредњовековне Кнежевине Србије, од 7. до 10. века
- Рашка као назив за Рашку катепаникију (971-976), односно византијску управну област са седиштем у Расу током периода непосредне власти (1018-1034)
- Рашка као историографски назив за посебну управну област у склопу државе Војислављевића, средином 11. века
- Рашка као првенствено историографски назив за Великожупанску Србију, оквирно од краја 11. до почетка 13. века
- Рашка као назив за рашке земље у оквиру средњовековне Краљевине Србије и њених феудалних наследница, до турског освајања
- Рашка као српска историјска област под турском влашћу, оквирно од средине 15. века, до етапног ослобађања током 19. и почетком 20. века (1912)
- Рашка као савремена географска и историјска област, у саставу Србије и Црне Горе, а мањим делом и Босне и Херцеговине, односно Републике Српске.

У позном средњем веку, испод Старог Раса развило се значајно трговачко место, Старо Трговиште (турски: „Ески Базар“, односно Стари Пазар). Средином 15. века, у време коначног турског освајања Рашке, недалеко од старог основано је и ново тржно место, које су Турци прозвали „Јени Базар“ (Ново Трговиште, односно Нови Пазар). За време Османског царства, средишњи део Рашке налазио се, почевши од 1463. године, у саставу новоствореног Босанског санџака.
Почетком 19. века, упоредо са формирањем два српска државна језгра, у тадашњој Устаничкој Србији и Црногорско-брдској држави, стара Рашка је добила важну улогу у њиховом међусобном повезивању, које је настављено и касније, кроз разне облике сарадње, али и супарништва између Кнежевине Србије и Књажевине Црне Горе, пошто је свака од те две српске државе настојала да Рашка, као славна историјска област у склопу будућег ослобођења што већим делом припадне управо њој. У то време, током последњих деценија турске власти, средишње области старе Рашке налазиле су се у саставу тадашњих турских санџака (административних јединица): Новопазарског (1865-1902), Пљеваљског (1880-1912) и Сјеничког (1902-1912). Такво стање је окончано 1912. године, ослобођењем и поделом Рашке између двају српских краљевина, Србије и Црне Горе.

## Наслеђе
Као обласни назив, појам Рашка је наставио да живи у називу Рашке епархије, која је у периоду од 16. до 18. века припадала обновљеној Српској патријаршији (1557-1766).
Чак и након каснијег спајања са Призренском епархијом (1818), исти појам је наставио да живи и у називу обједињене Рашко-призренске епархије, која је под тим именом постоји и данас, али у знатно суженом територијалном опсегу, који од читаве историјске области Рашке обухвата само њене средишње делове. Након 1999. године, покренути су предлози за обнављање посебне Рашке епархије. Ово питање је разматрао и од стране Светог архијерејског сабора СПЦ који је на пролећном заседању 2011. године усвојио закључак о постојању оправданих разлога за будућу обнову посебне Рашке епархије, али спровођење тог закључка је касније одложено, до наступања повољнијих организационих прилика.
О значају обласног појма Рашка додатно сведочи и ранија одлука о оснивању Захумско-рашке епархије, која је донета 1878. године, након ослобођења појединих делова горњег Полимља од турске власти и њиховог прикључења Књажевини Црној Гори, чиме је створен црногорски део Рашке, који је додатно проширен накнадним прикључењем преосталих делова горњег Полимља и других области након Првог балканског рата (1912). Захумско-рашка епархија је постојала све до 1931. године, када је њено подручје ушло у састав проширене Епархије црногорско-приморске.

## Рашка и Санџак
Током последњих деценија османске власти, средишње области старе Рашке налазиле се у саставу тадашњих турских санџака (административних јединица): Новопазарског (1865-1902), Пљеваљског (1880-1912) и Сјеничког (1902-1912). Подручја свих тих санџака су у колоквијалном говору често означавана само као санџак, чиме је постављена основа за настанак посебног хоронима (обласног назива) Санџак, који је по територијалном опсегу ужи од историјске области Рашке.